# Шахид Мофаттех (станция метро, Мешхед)
«Шахи́д Мофатте́х» (перс. شهید مفتح‎; англ. Shahid Mofatteh) — станция Второй линии Мешхедского метрополитена.
Предыдущая станция — «Набовват», следующая станция — «Рах-Ахан».
Была открыта 17 августа 2017 года, и расположена в восточной части Мешхеда, на крупном Бульваре Табарси, рядом с Мешхедским железнодорожным вокзалом. Станция названа в честь одного из шахидов (мучеников), возможно периода ирано-иракской войны.